# Parisfreden (1856)
Parisfreden som avslutade Krimkriget skrevs under den 30 mars 1856. Fredsfördraget undertecknades av Ryssland å den förlorande sidan och Osmanska riket och dess allierade Frankrike, Storbritannien och Piemonte-Sardinien å den andra.
Fördraget fastslog:
- Sevastopol (som intagits av de allierade i belägringen av Sevastopol) återbördades till Ryssland.
- Ryssland gav upp sitt krav på att osmanerna skulle erkänna den ryske tsaren som beskyddare för alla ortodoxt kristna i Osmanska riket. I gengäld fick Frankrike ge upp sitt protektorat över de katolskt kristna i riket, som varat sedan ett fördrag 1740.
- Moldavien och Valakiet (och därtill Serbien) förblev autonoma furstendömen, med egna konsitutioner och nationalförsamlingar, inom den osmanska staten.
- Ryska Budjak, området mellan Donaus och Dnjestrs mynningar, gavs till Moldavien.
- Svarta havet demilitariserades. Varken Osmanska riket eller Ryssland fick ha flottor där, och kustbefästningar begränsades (Sevastopols befästningsverk skulle inte återuppbyggas).
- Åland demilitariserades[1], vilket i praktiken innebar ett förbud mot att återuppbygga Bomarsunds fästning som förstörts av engelsmännen och fransmännen.
- Dardanellerna stängdes för alla krigsskepp men skulle vara öppna för handelsskepp.
- Donau skulle vara fri flod och övervakas av Europeiska Donaukommissionen.

Finland efterföljer ännu i dag det internationella fördraget om Ålands demilitarisering trots att Ryssland så tidigt som 1870 (i samband med att Frankrike var upptaget i fransk-tyska kriget) förklarade att Svarta havets demilitarisering inte längre gällde. Ålands demilitariserade situation baserar sig på den finska finländska senare statsförbindelser, som baserar sig på de Parisfredsvillkor som Ryssland var tvunget att erkänna 1856.
Freden löste inte i sin helhet områdenas öde och lyckades bara förstärka den i Ryssland förhärskande panslavistiska rörelsen. Alexander II insåg dock att kriget hade påvisat grundläggande svagheter i den ryska staten, vilket ledde till ett delvis förnyat Ryssland. 20 år efter Parisfreden var det dock klart för alla att Krimkriget inte hade löst problemen i området.

### Fotnoter
1. ↑  Stefan Lundberg (23 oktober 2002). ”Natointräde hotar Ålands status”. Dagens nyheter. http://www.dn.se/nyheter/varlden/natointrade-hotar-alands-status/. Läst 7 mars 2016.